# Gerald Emmett Carter
Gerald Emmett Carter, kanadski rimskokatoliški duhovnik, škof in kardinal, * 1. marec 1912, Montréal, † 6. april 2003.

## Življenjepis
22. maja 1937 je prejel duhovniško posvečenje.
1. decembra 1961 je bil imenovan za pomožnega škofa Londona in za naslovnega škofa Altiburusa. 2. februarja 1962 je prejel škofovsko posvečenje.
17. februarja 1964 je bil imenovan za škofa Londona; ustoličen je bil 12. marca istega leta.
29. aprila 1978 je bil imenovan za nadškofa Toronta; ustoličen je bil 5. junija istega leta.
30. junija 1979 je bil povzdignjen v kardinala in imenovan za kardinal-duhovnika S. Maria in Traspontina.